# Jules Joseph Lefebvre

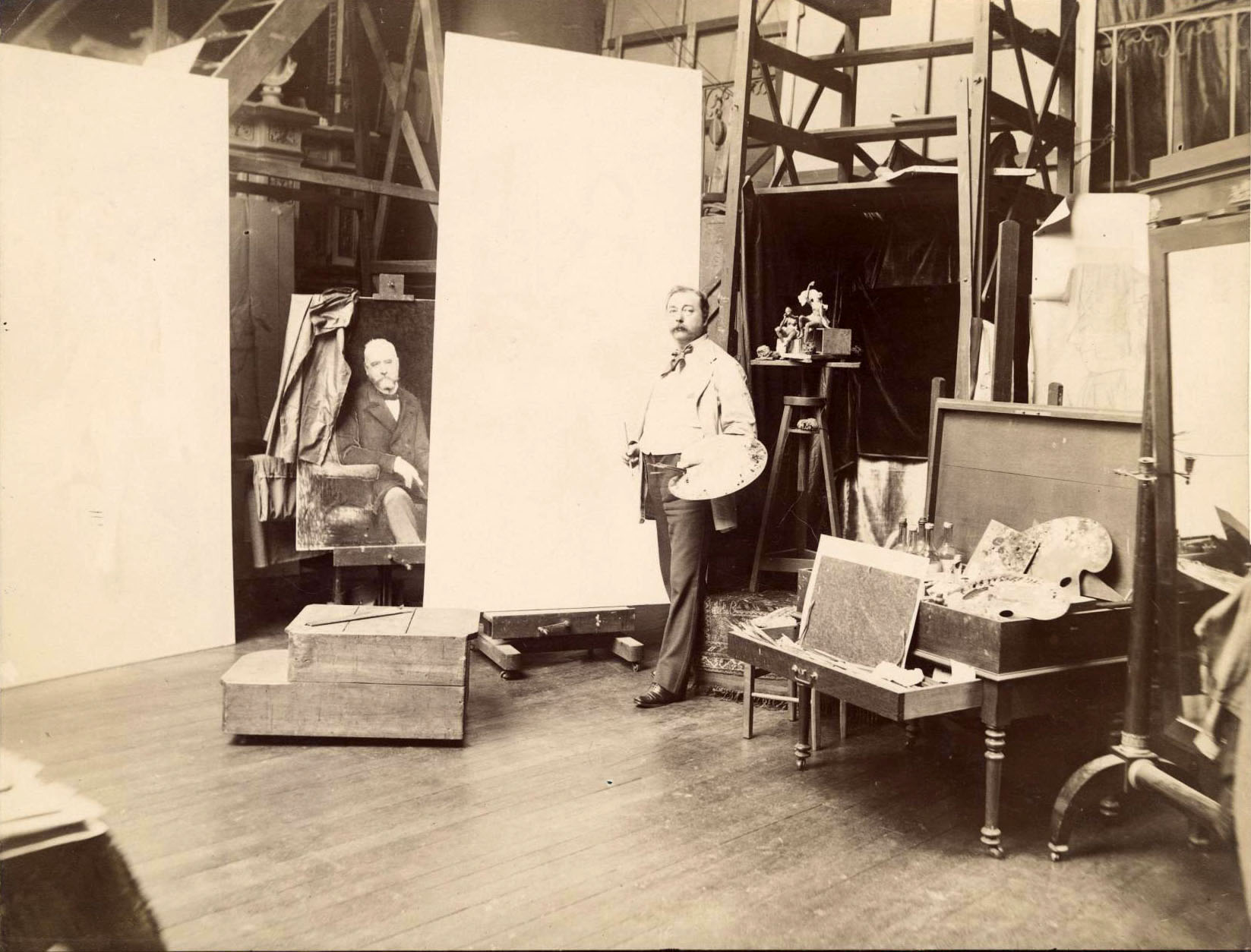
Jules Lefebvre al seu estudi

Jules Joseph Lefebvre (14 de març de 1836 - 24 de febrer de 1911) va ser un pintor figuratiu, educador i teòric.

## Vida primerenca
Lefebvre va néixer a Tournan-en-Brie, Seine-et-Marne, el 14 de març de 1836. Va entrar a l'École nationale supérieure des Beaux-Arts el 1852 i era alumne de Léon Cogniet.

## Carrera
Va guanyar el prestigiós Prix de Roma el 1861. Entre 1855 i 1898 va exhibir 72 retrats al Saló de París. El 1891 esdevingué membre de l'Acadèmia Francesa de Belles Arts.
Com a professor de l'Académie Julià de París i va destacar com un mestre excel·lent i atent amb els seus alumnes. Entre els seus estudiants famosos es troben Fernand Khnopff, Kenyon Cox, Félix Vallotton, Ernst Friedrich von Liphart, Georges Rochegrosse, el pintor de paisatge d'origen escocès William Hart, Walter Lofthouse Dean, i Edmund C. Tarbell, que va esdevenir un pintor impressionista americà. Un altre alumne va ser la miniaturista Alice Beckington. Jules Benoit-Lévy va entrar al seu taller al École nationale supérieure des Beaux-Arts.
Moltes de les seves pintures són figures soles de dones boniques. Entre els seus retrats destaquen els de M. L. Reynaud I el Príncep Imperial (1874).
Lefebvre va morir París el 24 de febrer de 1911.

## Fites significatives
- 1853 Estudiant a l'École des Beaux-Arts de París
- 1859 Segon guardó del Prix de Roma
- 1861 La seva obra Mort de Priam guanya el Prix de Roma
- 1870 Professor de l'Académie Julian[1]
- 1870 Oficial de la Légion d'honneur, anomenat Comandant el 1898
- 1891 Membre de l'Académie des Beaux-Arts

## Selecció d'obres

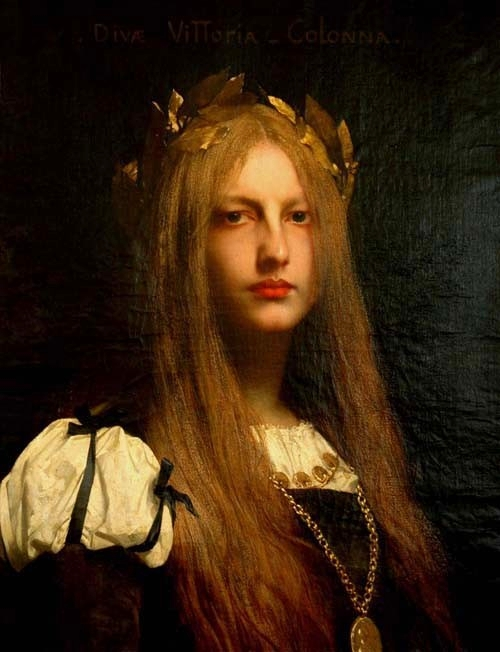
Vittoria Colonna, (1861)

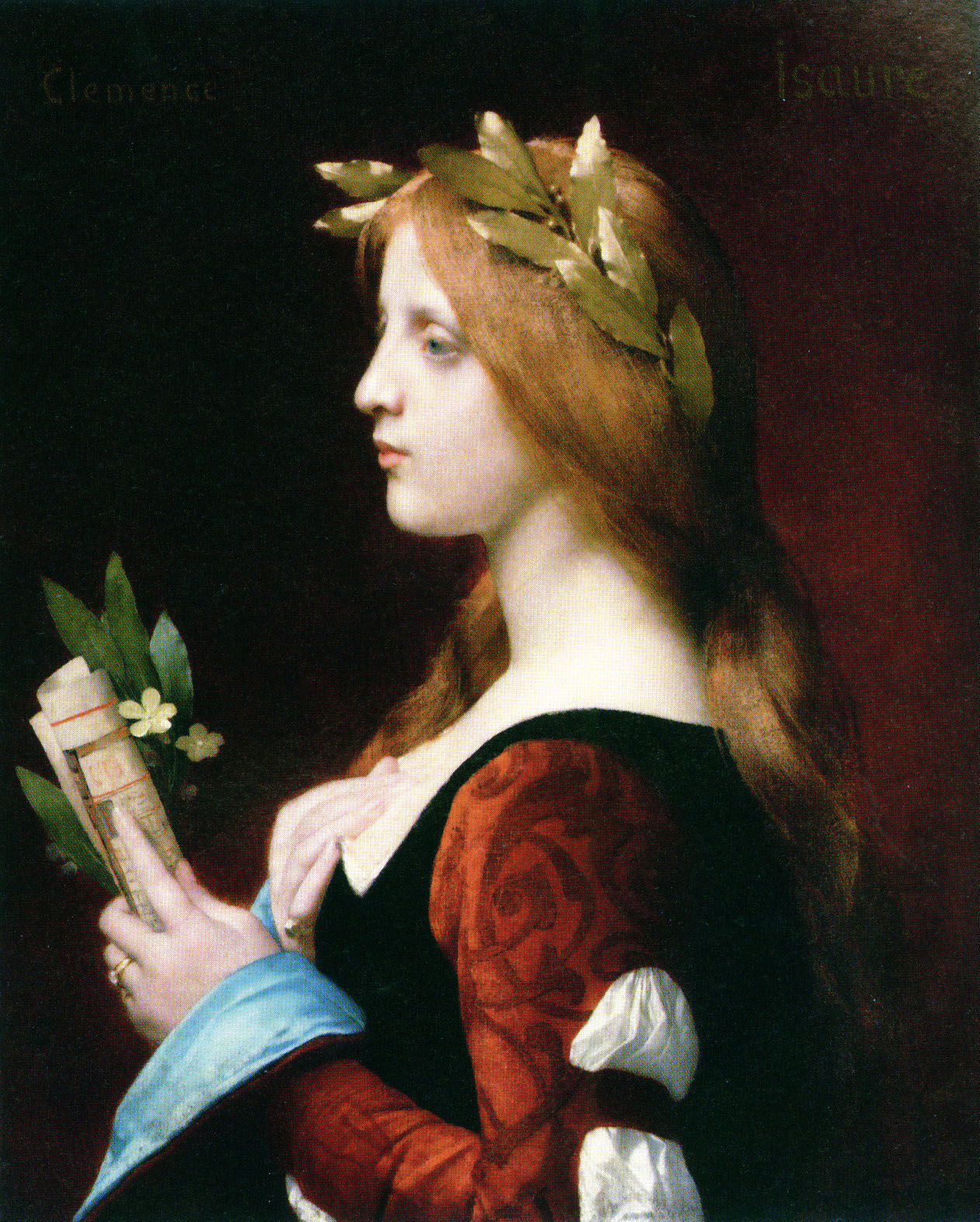
Clémence Isaure

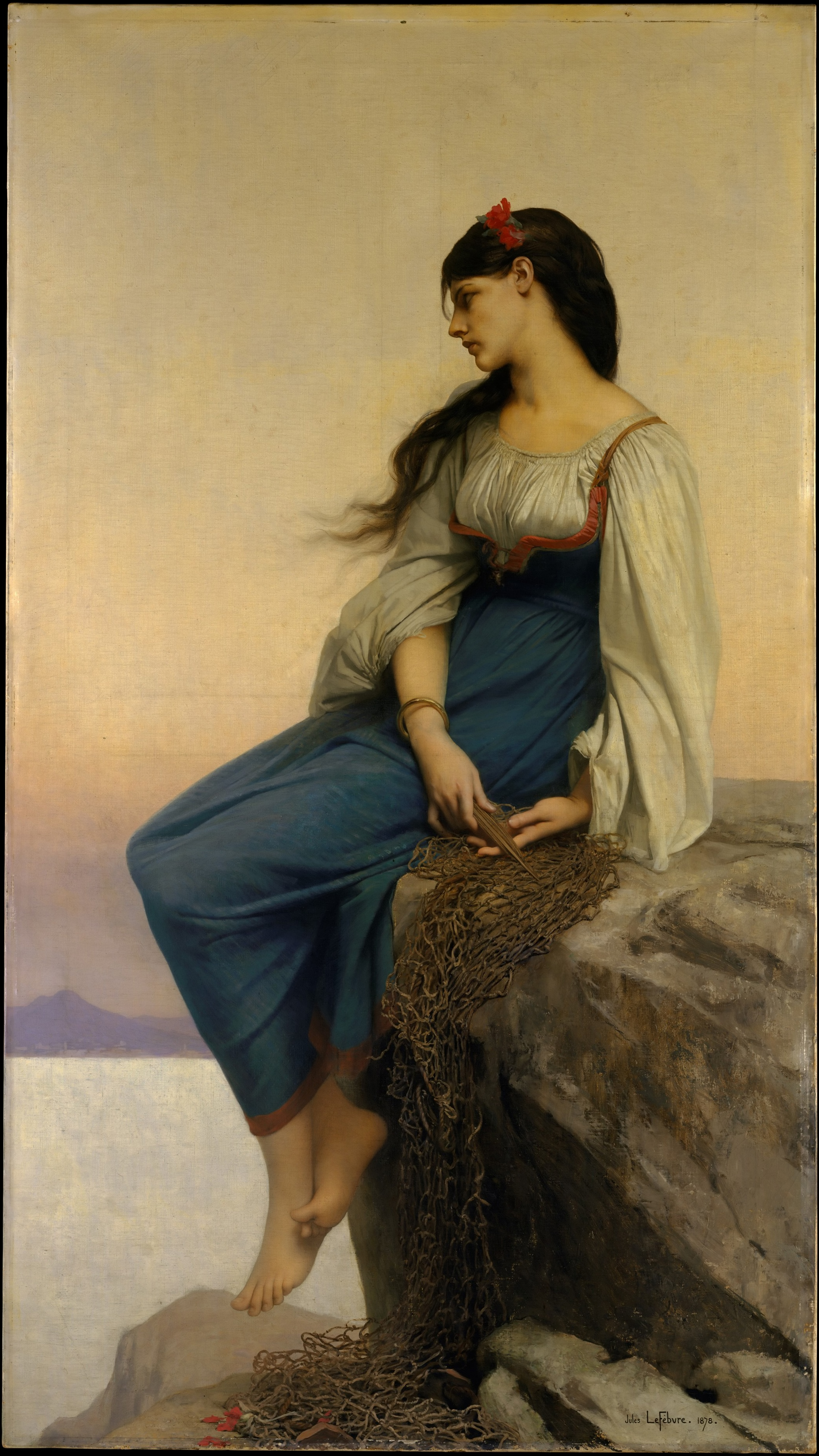
Graziella, 1878 (il·lustrant la protagonista de la novel·la Graziella d'Alphonse de Lamartine)

- 1861 Mort de Priam (obté el Prix de Roma), École nationale supérieure des Beaux-Arts, París
- 1861 Diva Vittoria Colonna
- 1863 Noi pintant una màscara tràgica
- 1864 Caritat romana
- 1865 Retrat d'Antonio, model italià
- 1866 Cornelia, mare de Gracchi
- 1868 Nu estirat, Musée d'Orsay
- 1869 Le Réveil de Diane
- 1869 Retrat d'Alexandre Dumas
- 1870 La Vérité (1870), oli sobre tela, Musée d'Orsay, Paris. La pintura és contemporània del primer model a escala petita fet per l'amic francès de Lefebvre, Frédéric Bartholdi, que esdevindria l'Estàtua de la Llibertat, amb una postura similar, per bé que vestida.
- 1870 Jeune femme à la mandolina
- 1870 Portrait du Prince Impérial
- 1872 Pandora
- 1872 La Cigale, Galeria Nacional de Victoria
- 1874 Odalisque
- 1874 Esclau portant fruita (Museu Ghent)
- 1874 Retrat d'Eugène Louis Napoléon Bonaparte
- 1875 Chloé, Hotel Young and Jackson, Melbourne
- 1876 Maria Magdalena a la Cova, Museu d'Ermita, Sant Petersburg
- 1877 Pandora
- 1878 Mignon, Museu Metropolità d'Art, Nova York
- 1878 Graziella, Museu Metropolità d'Art, Nova York
- 1879 Diana
- 1879 Diana sorpresa, Museo Nacional de Bellas Artes, Buenos Aires
- 1880 Retrat de Julia Foster Ward
- 1880 Criada, Pera Museum, Istanbul
- 1881 La Fiametta de Giovanni Boccaccio
- 1882 Pandora (II)
- 1882 Japonaise
- 1883 Psique
- 1884 El ventall de plomes
- 1884 Retrat d'Edna Barger, col·lecció privada
- 1890 Lady Godiva
- 1890 Ofèlia
- 1892 Una filla d'Eva
- 1892 Judith
- 1896 Retrat d'una senyora (II)
- 1898 Amor beim Schärfen seiner Pfeile (L'Amor llençant les seves fletxes)
- 1901 Alexander Agassiz
- 1901 Yvonne (anteriorment Musée du Luxemburg), Retrat de la filla de Lefebvre

### Obres sense data
- Clémence Isaure
- La Fiancée
- Dona amb una taronja
- Nimfa amb Glòries de matí
- Fleurs des Champs
- L'Amour Blessé
- Bellesa Mediterrània
- Retrat de senyora
- Retrat de dona
- Dona jove amb Glòries de matí al cabell